# Dendrobranquiats
Els dendrobranquiats (Dendrobranchiata) són un subordre de crustacis decàpodes, el menys nombrós i diversificat, però amb representants molt coneguts, com les gambes i els llagostins, especialment pel seu interès gastronòmic.
Les diferències amb els pleociemats, l'altre subordre, es basen en la forma i l'estructura de les brànquies. Els dendrobranquiats les tenen ramificades com les branques dels arbres. La majoria són nedadores, i habiten des de la zona litoral fins a l'abissal. També tots els dendrobranquiats tenen el cos comprimit lateralment.

## Sistemàtica
El subordre Dendrobranchiata se subdivideix en dues superfamílies y set famílies:
Superfamília Penaeoidea Rafinesque, 1815
- Família Aristeidae Wood-Mason, 1891
- Família Benthesicymidae Wood-Mason, 1891
- Família Penaeidae Rafinesque, 1815
- Família Sicyoniidae Ortmann, 1898
- Família Solenoceridae Wood-Mason, 1891

Superfamília Sergestoidea Dana, 1852
- Família Luciferidae de Haan, 1849
- Família Sergestidae Dana, 1852